# لیکسیل گروپ
لیکسیل گروپ یک شرکت مصالح ساختمانی در شهر توکیو ژاپن است.

## اسپانسری
این شرکت اسپانسر تیم فوتبال کاشیما آنتلرز ژاپن می‌باشد.